# Huajen templom
A Huajen templom (華嚴寺) Tatung egyik buddhista épületkomplexuma, amely a város délnyugati részén fekszik. Nevét egy azonos nevű barlangról kapta, amely a templom déli oldalán van. Ez a legrégebbi és legjobb állapotban megmaradt kínai templom a Liao-dinasztia (916–1125) és a Csin-dinasztia (1115–1234) korából.

## Története

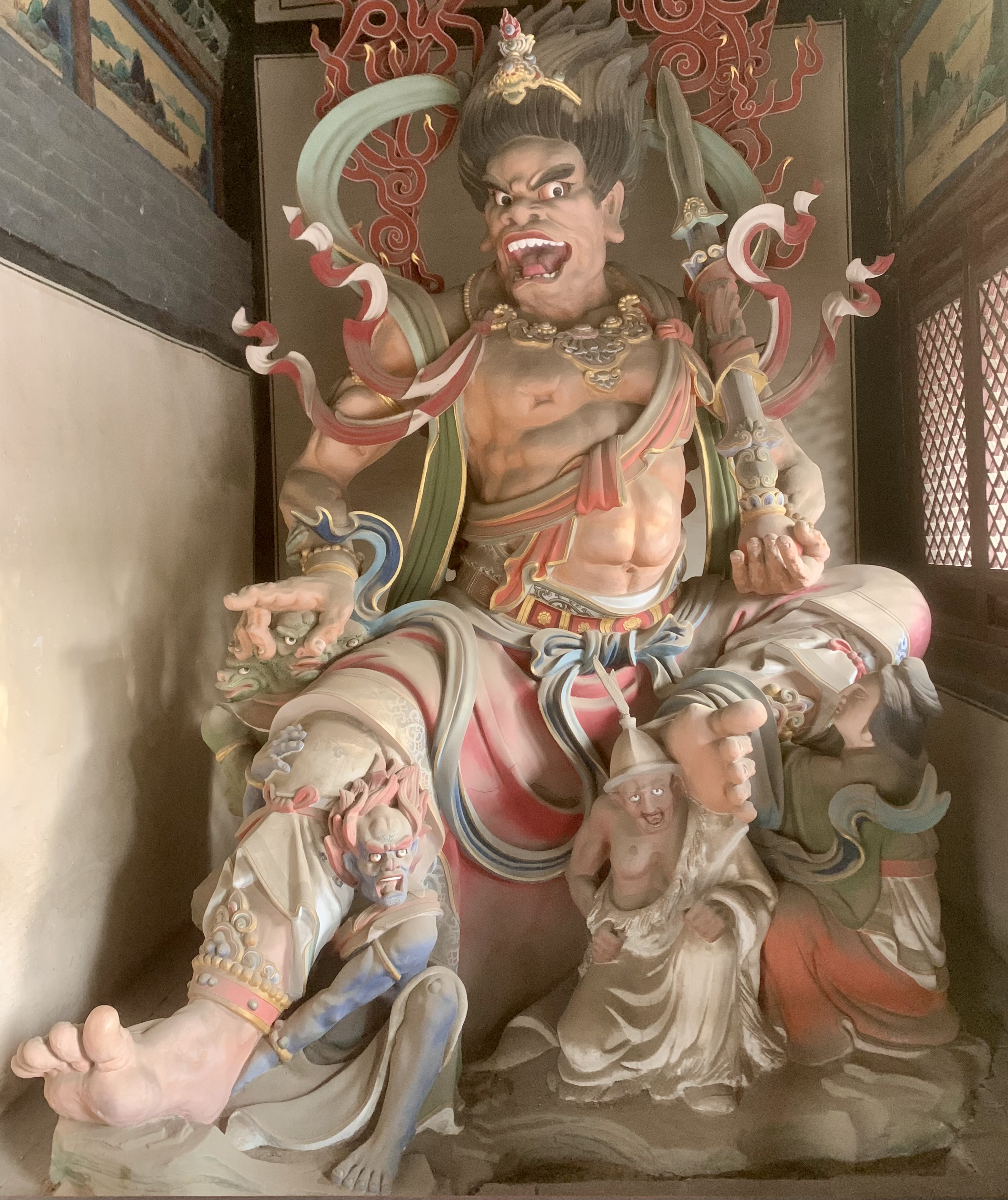
Szobor a kolostorban

A kolostor építésének megkezdéséről nem maradt fenn írásos emlék. Szóba került, hogy a Tang-dinasztia (618–907), vagy az Északi Vej-dinasztia (386–535) korában épült. Jelenleg az a tudományos álláspont, hogy Liao-dinasztia idején emelték, és császári templomként fontos szerepet töltött be. Később a templom a háborúskodás következtében megsemmisült, és csak 1140-ben, a Csin-dinasztia alatt építették újjá. Számos háborút és felkelést túlélt, és a Ming-dinasztia korában (1368–1644) ismét felújították.
Ebben az időszakban két nagyobb részre osztották a kolostoregyüttest, a Felső és az Alsó Huajen templomra. Mindkettő saját kaput és struktúrát kapott. A felsőben található a nagyterem, amelyben öt méretes Buddha-szobrot helyeztek el, míg az alsót a Szútra-templom dominálja. Utóbbiban 18 ezres buddhista szöveggyűjtemény található. A templomegyüttes mai formáját a Csing-dinasztia (1644–1912) idején nyerte el.
A Kínai Népköztársaság megalakulása óta több renováláson esett át a komplexum, 1961-ben felkerült a legfontosabb nemzeti műemlékek listájára. 1963-ban az alsó és felső templomegyüttest egy komplexumba integrálták, és közös elnevezésük a Huajen templom lett. A kulturális forradalom idején a templomok múzeumként működtek, ami segített megőrizni az épületek és szobrok állagát.
A komplexum több mint 16 600 négyzetméteren terül el. Az alsó részben található nagyterem, amely négyméteres alapzaton áll, és kőlépcsők vezetnek fel rá. Alapterülete 1550 négyzetkilométer, a legnagyobb csarnok, amely a Liao- és a Csin-dinasztia idejéből fennmaradt. A területen két dobtorony található, amelyet a Ming-dinasztia idején építettek. Az épület belsejében található öt nagyméretű Buddha-szobor közül hármat a Ming-dinasztia idején készítettek Pekingben. A szobrok haját gyöngyök díszítik. A szobrok két oldalán húsz bódhiszattva áll. Megformálásuk igen ritka Kínában. A falon nagyméretű freskó látható, ami szintén ritka a kínai templomokban.
Az alsó kolostorban található a Szútra csarnok, amelyet 1038-ban emeltek, és 38, a kor épületeire hasonlító szútratartót helyeztek el benne. Egy hármas szoborcsoport is található az épületben. A Huajen pagoda 43 méter magas, a második legnagyobb csak faeresztékekkel és facsapokkal készített épület Kínában. Alatta egy 500 négyzetméteres pincehelyiség található, amelyet száz tonna sárgarézzel burkoltak és ugyanebből a fémből öntött Buddha-szobrokat helyeztek el benne.

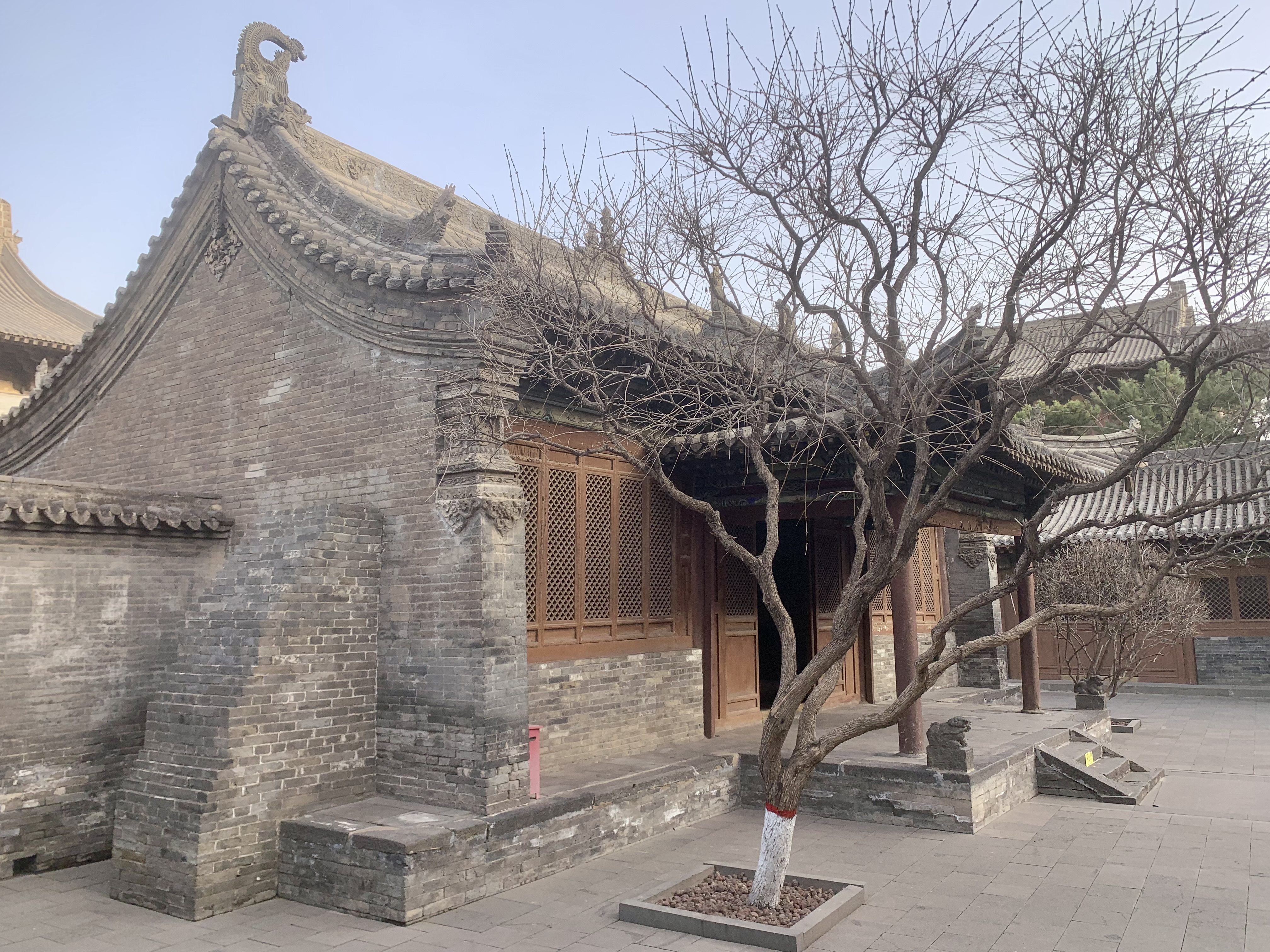
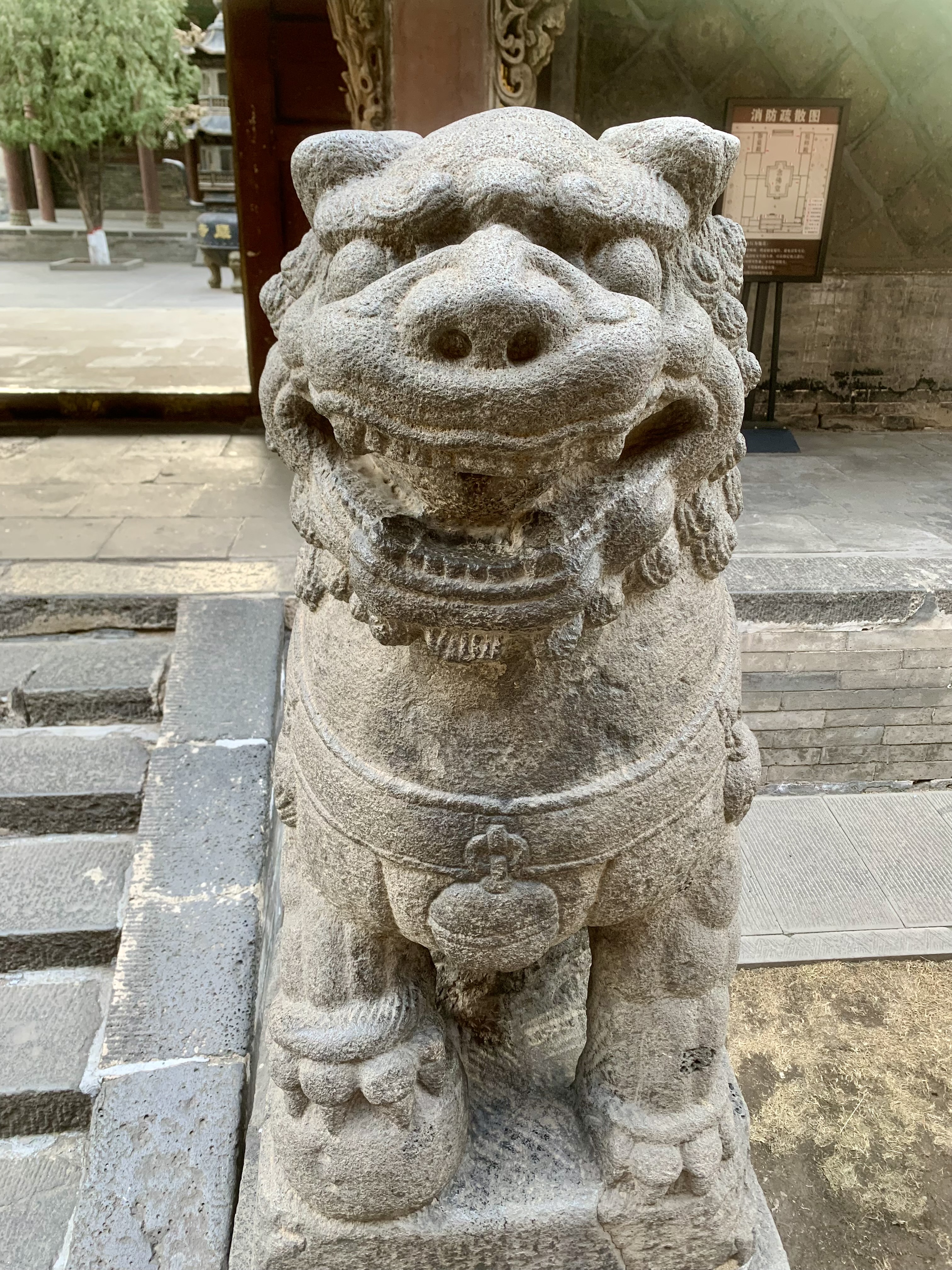
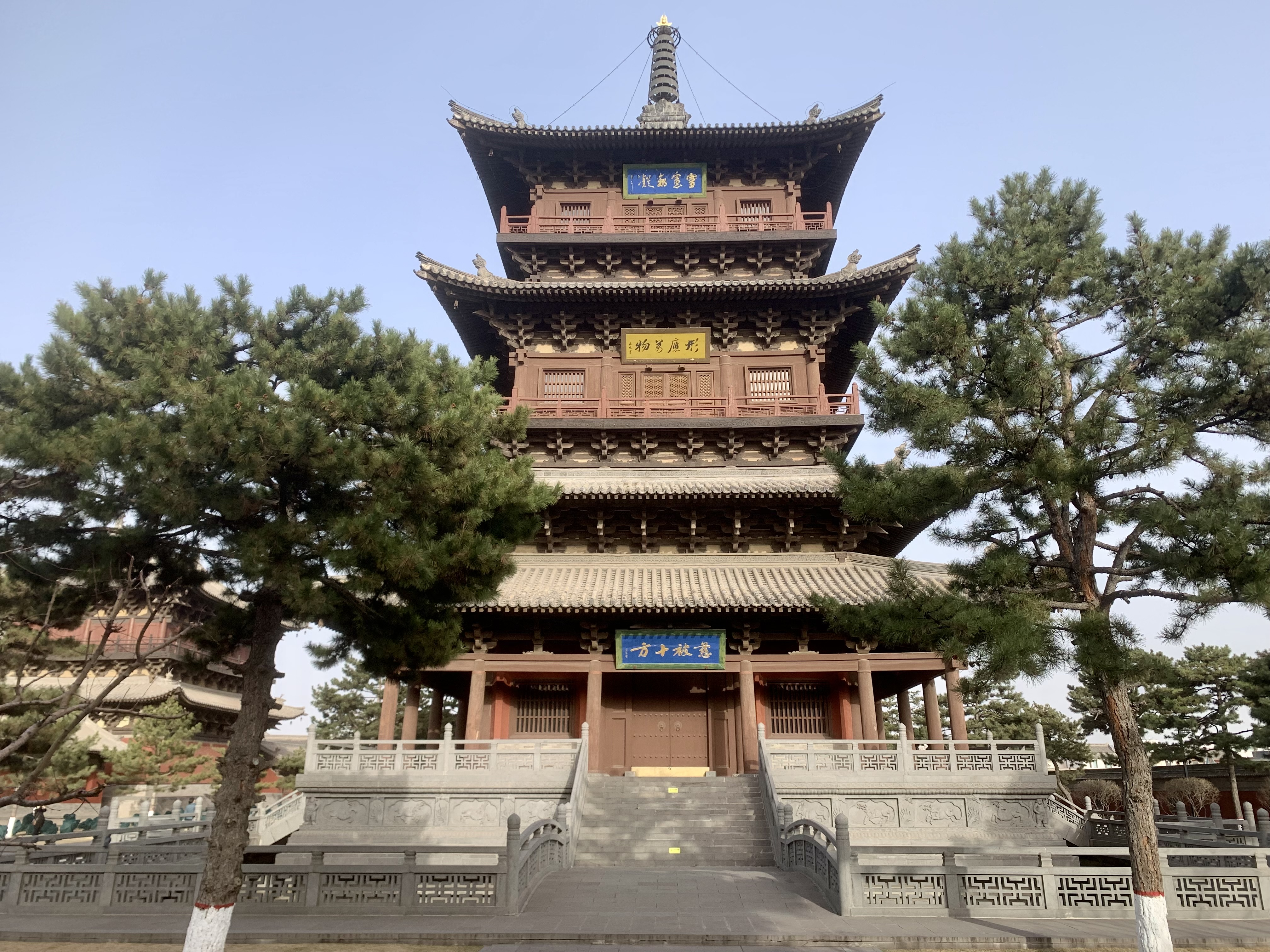
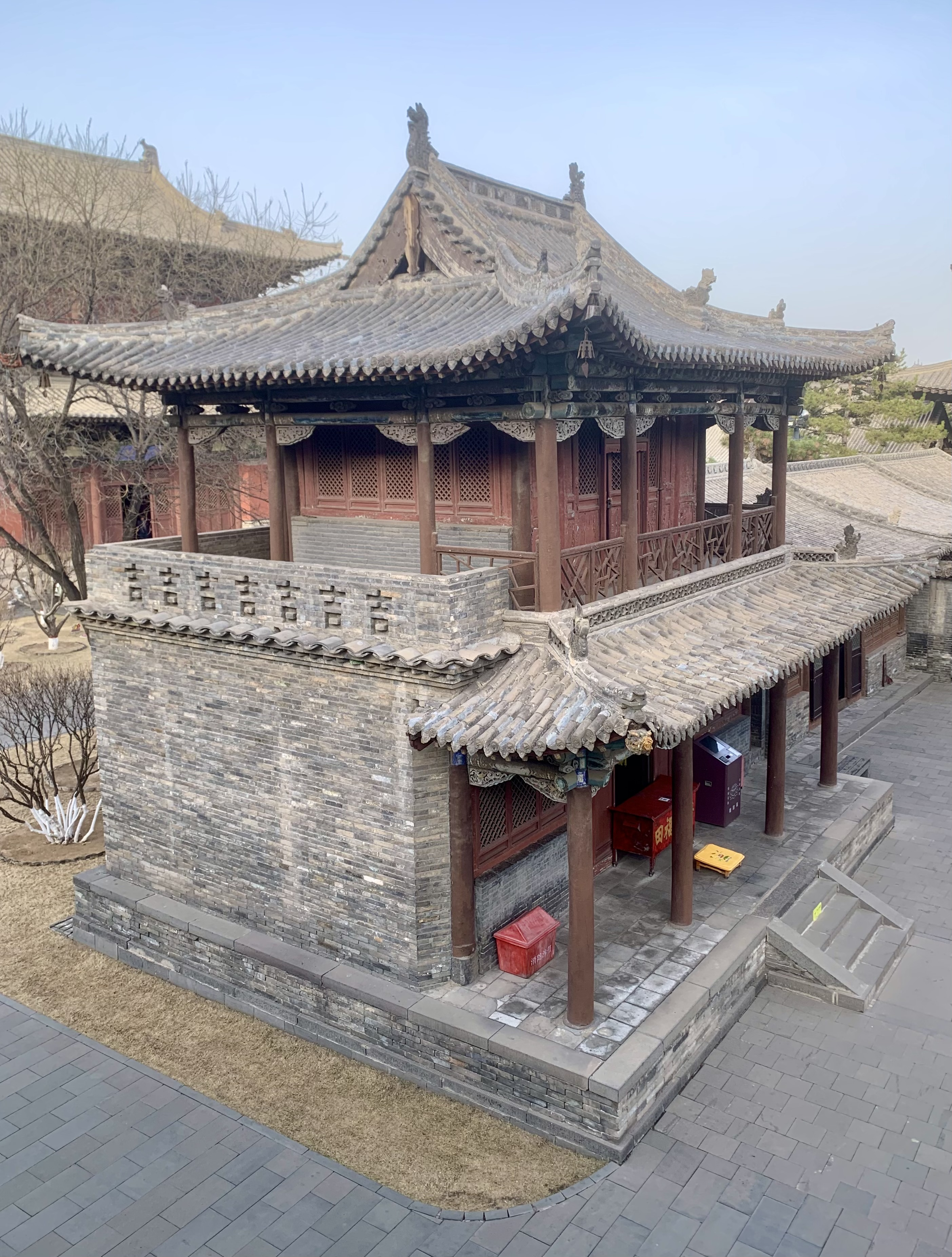
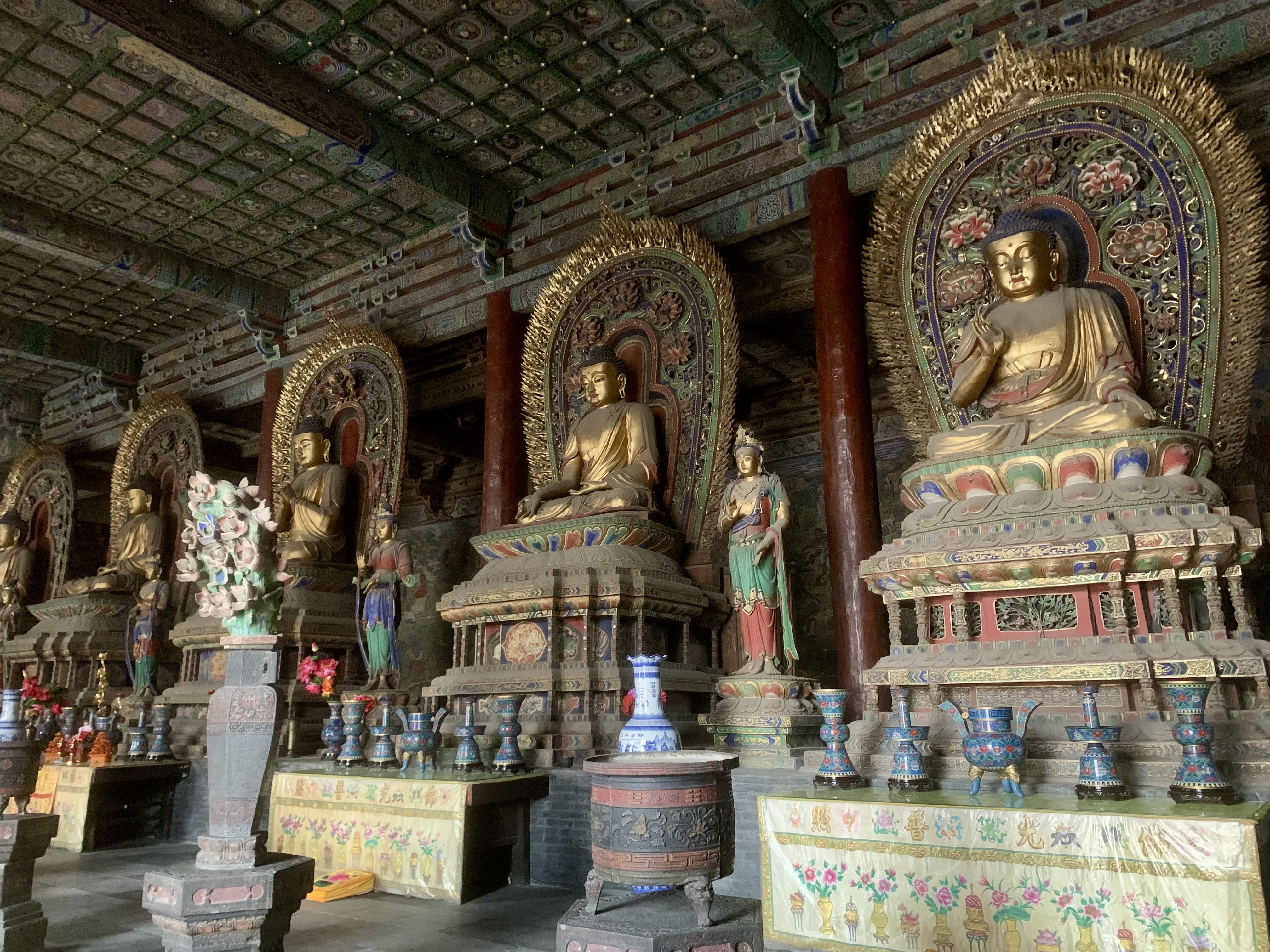